# Coiba
Coiba je největší panamský ostrov v Pacifiku, který administrativně spadá pod panamskou provincii Veraguas.
Coiba se od panamské pevniny oddělila zhruba před 12 000 až 18 000 roky. Od té doby se na ostrovělo vyvinulo několik endemických rostlin a živočichů (např. místní želvy a opice). Ostrov byl do roku 1560 domovem indiánského kmene Coiba Cacique, dokud ho španělští kolonizátoři nezotročili a postupem času nevyhubili. Během diktatury Omara Torrijose a Manuela Noriegy na ostrově fungovala věznice. Povrch ostrova pokrývá tropický deštný les, průměrná teplota je zde 26 °C a srážkový úhrn 3 500 mm/rok.
Celý ostrov a okolní ostrovy a moře jsou součástí Národního parku Coiba.

## Národní park Coiba
Národní park Coiba zahrnuje 38 ostrovů a okolní moře. Celková rozloha parku je 270 125 hektarů, z toho připadá 216 543 ha na vodní plochy a 53 314 ha je rozloha všech ostrovů (z toho samotný ostrov Coiba má rozlohu 50 314 ha). Byl zřízen v roce 1991 a v roce 2005 byl zařazen do seznamu světového dědictví UNESCO. Je to zachovalý ekosystém jen málo ovlivněný lidskou činností (jak na pevnině ostrovů, tak v okolních vodách – vyskytují se zde např.: keporkak, vorvaň obrovský, kosatka dravá, kulohlavec Sieboldův, manta obrovská, delfín skákavý, delfín pobřežní). Na ostrově žije několik endemických druhů – např. vřešťan coibský či aguti panamský.
Z chráněných druhů zde bylo napočítáno např.: 69 mořský ryb, 45 měkkýšů nebo 13 korýšů.

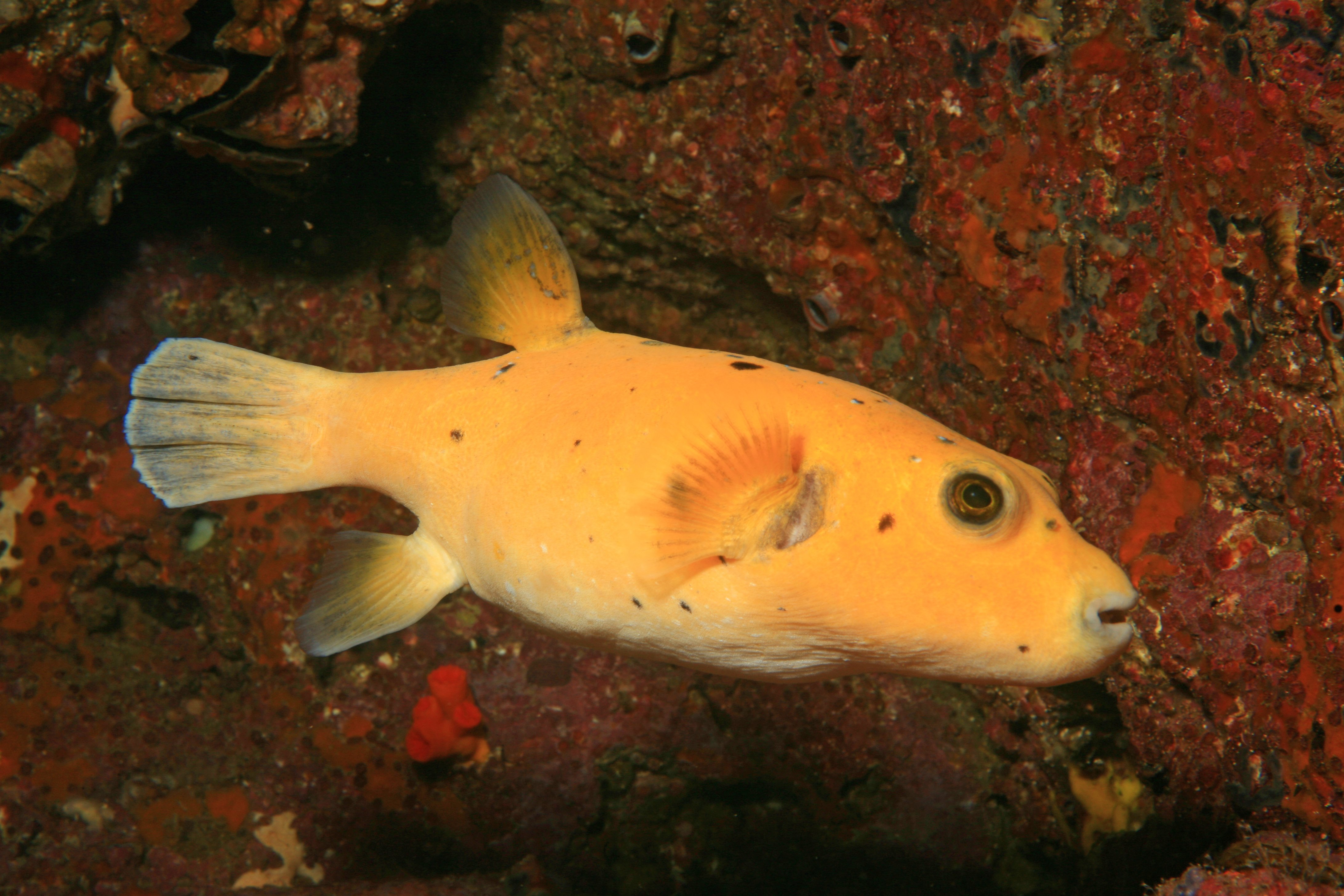
Arothron meleagris
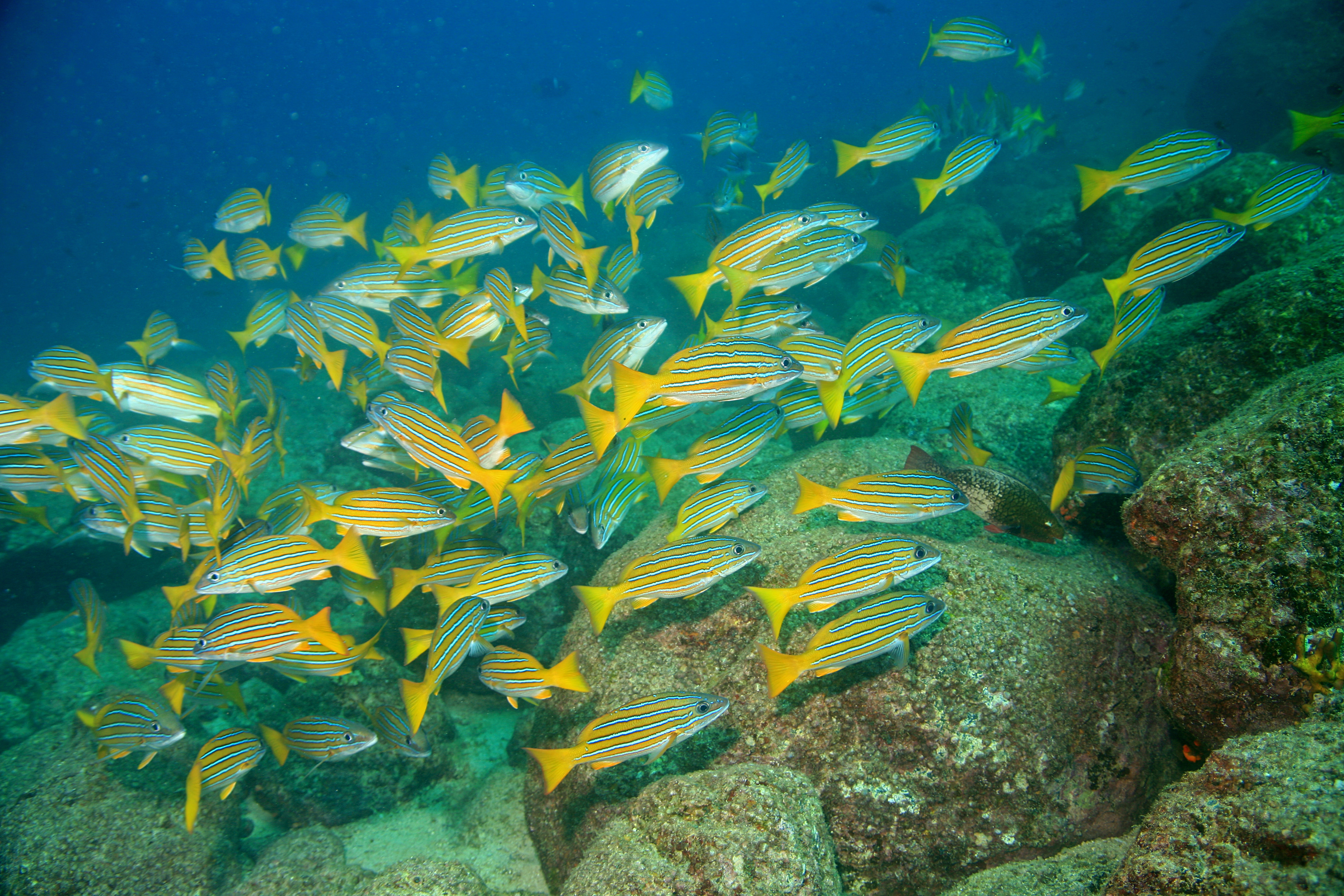
Lutjanus viridis
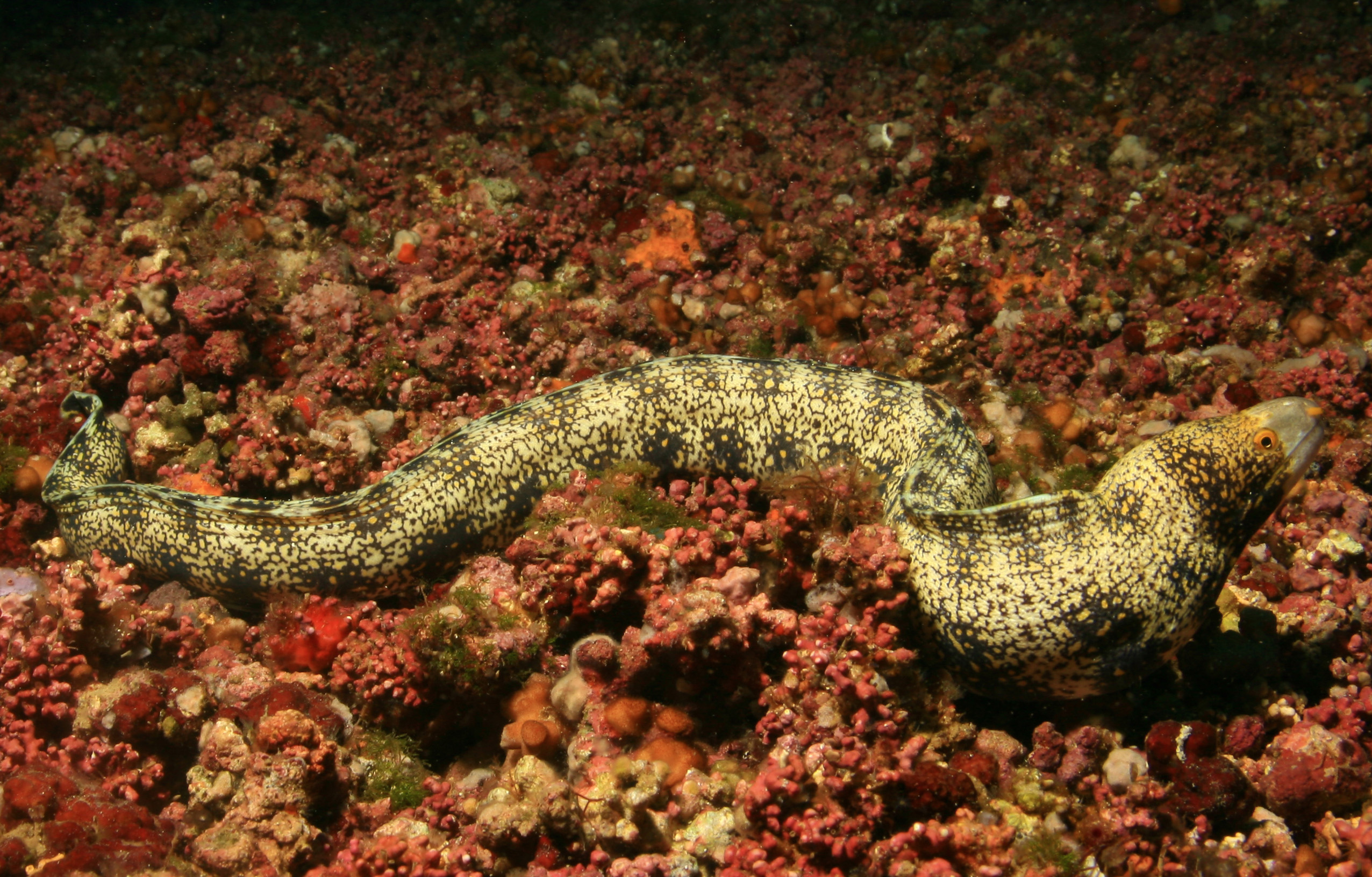
Echidna nebulosa